# Pintor de Isquilo

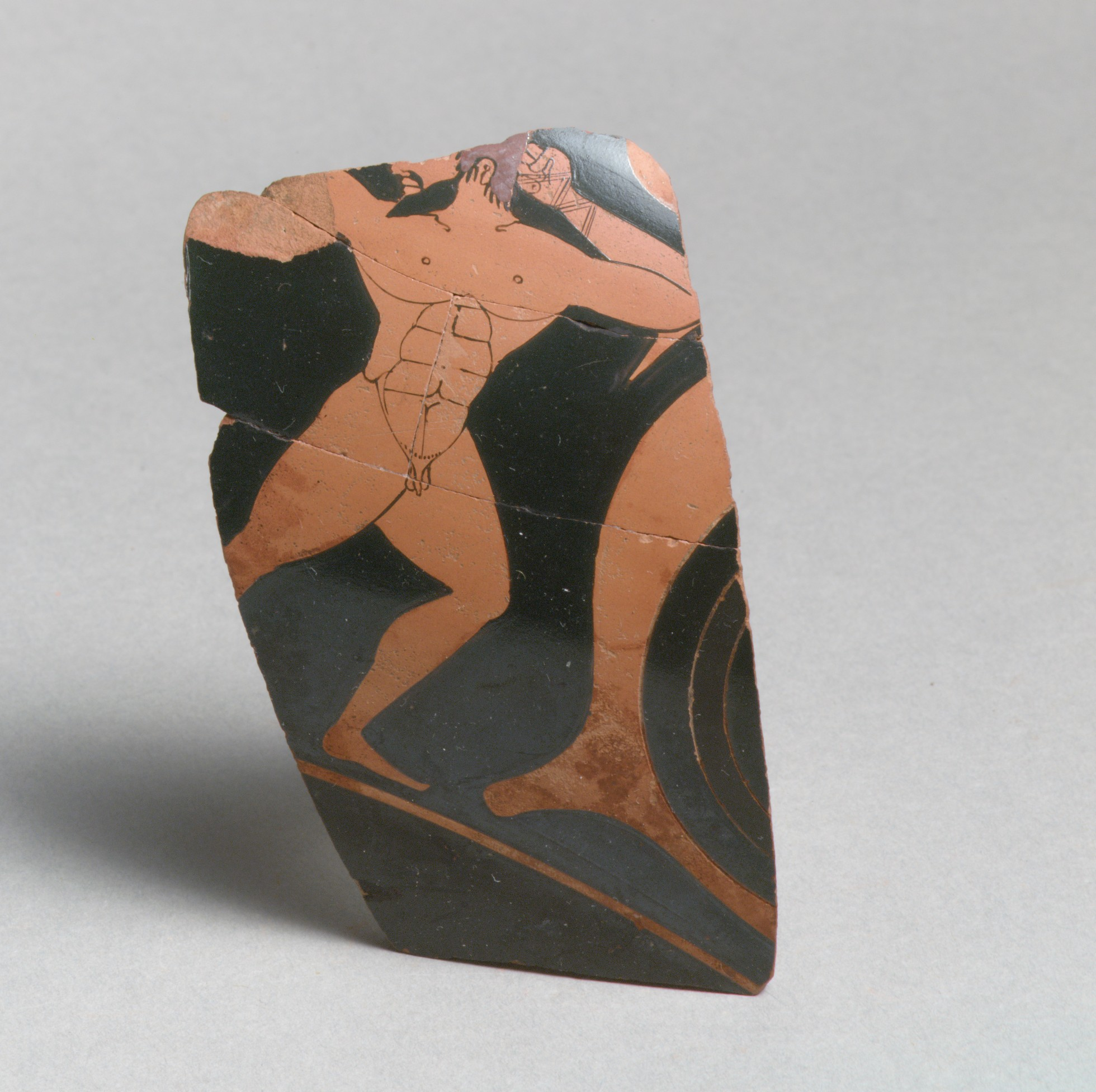
Boxeador en un fragmento de kílix del pintor de Isquilo en el Museo Metropolitano de Arte, c. 520 a. C.

El pintor de Isquilo fue un pintor griego de vasos que trabajó en Atenas en el último cuarto del siglo VI a. C.
El pintor de Isquilo pertenecía a los primeros pintores de vasos de figuras rojas que estuvieron activos más o menos al mismo tiempo que el llamado Grupo pionero del estilo de figuras rojas. Al igual que los demás pintores de kílices, no probó las posibilidades de la nueva técnica con la misma profundidad que los representantes del grupo pionero, debido a la superficie de trabajo comparativamente más pequeña de los kílices -tanto el interior (tondo) como los dos exteriores- pero también contribuyeron al éxito del nuevo estilo. Pintó principalmente copas de ojos de figuras negras y otras formas de vasos en el estilo de figura roja. Era un talentoso dibujante, cuyas figuras solían tener mucho éxito y cuyas composiciones de escenas se caracterizaban a menudo por la tensión. Sus palmas fuertemente entrelazadas también mostraron gran habilidad, mientras que el acortamiento de la perspectiva le causó problemas. Su nombre no ha sido transmitido, por lo que John Beazley lo distinguió con un nombre convenido. Recibió este nombre por su vaso epónimo, una copa de ojos que se halla en la colección del Museo Nacional Etrusco de Villa Julia, que está firmado por el alfarero Isquilo. Seún Beazley, también firmó (HISCHYLOS EPOIESEN – «hecho por Isquilo») en el kílix de figuras rojas de Múnich 2588, que representa guerreros armados.

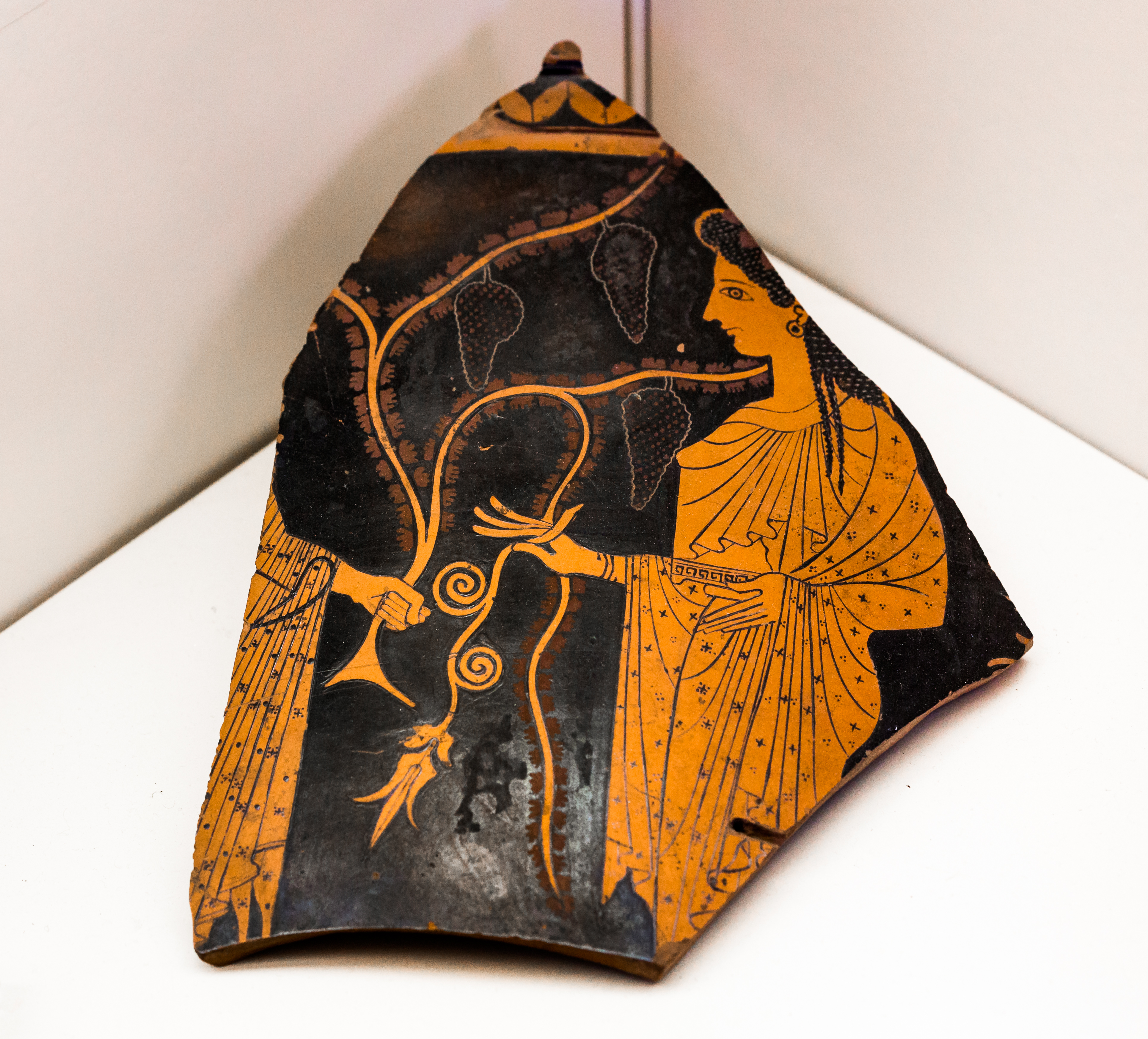
Crátera de campana ática de figuras rojas (fragmento), que representa a Ariadna, ca. 520 – 510 a. C, Museo Nacional Etrusco de Villa Jiulia (n.º inv. 50590), Roma.

También se le atribuyen (las obras de los pintores se pueden identificar por sus estilos artísticos característicos)) dos fragmentos de Atenas y otro fragmento de un kílix (con ojos) del Museo Metropolitano de Arte de Nueva York.
El pintor de Isquilo fue uno de los primeros pintores de vasos en decorar cráteras de campana, una nueva forma de vaso que estaba surgiendo en ese momento. Un fragmento de esta crátera se conserva en el Museo Nacional Etrusco, n.º inv. 50590)<ref name=":467">Beth Cohen (1978).  Garland Pub, ed. Attic Bilingual Vases and Their Painters (en inglés). Nueva York. p. 467. ISBN 978-08-2403-220-3. El kílix de Múnich y sus otras obras (en fragmentos) son similares a las del pintor Psiax, sobre todo por sus figuras separadas, caracterizadas por la calma. Un fragmento de una crátera en Villa Julia representa una figura femenina con una rama de vid, probablemente Ariadna (o una ménade), exquisitamente representada con un vestido ornamentado pero también relativamente estática.